# Cavalo de Dülmen
O Pónei de Dülmen é uma antiga raça de pónei que vive em estado selvagem na Alemanha. Estes são os únicos cavalos selvagens da Europa, visto que a raça pónei Senner da Floresta de Teutoburgo se encontra extinta. Dülmen é conhecida muito além das fronteiras de Renânia do Norte-Vestfália ("cidade dos cavalos selvagens"), e atualmente ocupam uma reserva natural de 350 hectares de Merfelder Bruch. A área original de habitação dos cavalos de Dülmen está situada ao norte da cidade com o mesmo nome, entre a Região do Ruhr e a cidade de Münster. Uma raça ameaçada de extinção, e a poucos quilómetros a oeste da cidade encontra-se a casa dos últimos cavalos selvagens da Europa, Merfelder Bruch. Os cavalos de Dülmen fazem parte da “Lista Vermelha de animais domésticos ameaçados de extinção” na Europa e são classificados como “altamente ameaçados” pela Sociedade de Preservação das Velhas Raças Ameaçadas de Animais Domésticos. Descritos pela primeira vez por historiadores do Imperador romano Júlio César, a primeira menção em documento da mais antiga raça de pequenos cavalos da Alemanha data do ano de 1316. Ainda no início do século 19, existiam na Alemanha algumas áreas silvestres, nas quais os cavalos viviam em liberdade. No entanto, na época pós-napoleônica os animais perderam o seu habitat através da redistribuição de áreas agrícolas.
Por volta de 1850, o duque Alfred von Croy, capturou uma pequena manada de cerca de 20 cavalos selvagens, transferindo-os para a ampla reversa onde atualmente vivem. Deve-se, portanto, a Croy o fato de que o cavalo de Dülmen não tenha sido extinto. Fora da vida silvestre existem hoje cerca de 125 animais em todo o país. Desde 1907, no último sábado de maio todos os anos, os cavalos selvagens são tangidos para uma arena, com vistas ao controle da população na reserva. Os garanhões de um ano de idade são então capturados à mão. O resto da manada é solto logo depois, somente os jovens garanhões são vendidos. Fora da vida selvagem, os pôneis de Dülmen são apreciados como cavalos familiares e de equitação e são apropriados para os trabalhos de cultivo da paisagem natural.